# The Four from Nowhere
The Four from Nowhere est un film muet américain réalisé par Francis Ford et sorti en 1925.

## Fiche technique
- Titre : The Four from Nowhere
- Réalisation : Francis Ford
- Scénario : Francis Ford, Peggy O'Day
- Chef opérateur : Mark Thwaites
- Durée : 50 minutes
- Date de sortie :
  - États-Unis : 6 novembre 1925

## Distribution
- Francis Ford
- Peggy O'Day
- Philip Ford
- Billie Ford
- George Reehm